# Isthmohyla tica
Espèce
Synonymes
- Hyla tica Starrett, 1966

Statut de conservation UICN

 CR D : 
En danger critique
Isthmohyla tica est une espèce d'amphibiens de la famille des Hylidae.

## Répartition
Cette espèce se rencontre au Costa Rica et dans l'ouest du Panama entre 1 100 et 1 650 m d'altitude dans les cordillères de Tilarán, Centrale et de Talamanca,.

## Publication originale
- Starrett, 1966 : Rediscovery of Hyla pictipes Cope, with description of a new montane stream Hyla from Costa Rica. Bulletin of the Southern California Academy of Sciences, vol. 65, p. 17-28 (texte intégral).